# Accord de quinte fondamental
 (septembre 2022).
- Si vous ne connaissez pas le sujet, laissez ce bandeau (vous pouvez alors contacter les auteurs).
- Si vous supprimez le contenu mis en cause (vous pouvez préalablement contacter les auteurs),

argumentez précisément cette suppression dans la page de discussion
(un manque de référence n'est pas un argument ; une recherche réelle de référence doit avoir été effectuée, être formellement documentée).
En harmonie tonale, un accord de quinte fondamental est un accord de trois notes à l'état fondamental. Il est composé d'une basse fondamentale, d'une tierce — à la fois tierce de la fondamentale, et tierce de la basse — et d'une quinte — à la fois quinte de la fondamentale, et quinte de la basse.
On peut dire également : triade en position fondamentale, accord de trois notes en position fondamental, ou encore, accord de trois sons en position fondamental.
Lorsque sa quinte est juste, une triade fondamentale est plus précisément appelée accord parfait.
La triade en position fondamentale se chiffre : « 3 » et « 5 », le « 3 » étant le plus souvent sous-entendu. Lorsque le « 5 » est lui aussi sous-entendu, il s'agit ordinairement d'une quinte juste, c'est donc dans ce cas l'accord parfait en position fondamental qui est voulu.

## Principes de disposition de la triade en position fondamentale
Lorsqu'elle est placée sur temps fort, la triade fondamentale des trois premières espèces doit être utilisée sur les bons ou meilleurs degrés de la gamme, donc normalement, les degrés I, ii, IV, V et vi des deux modes. Sur temps faible, on peut également utiliser les degrés médiocres.
- L'accord parfait — qu'il soit majeur ou mineur —, de par sa sonorité pleine et stable, est idéal pour les introductions et les conclusions. Il doit être disposé conformément aux règles générales de doublure et de suppression.

Rappelons que la doublure de la tierce des accords parfaits des Ier et IVe degrés est excellente si elle se produit entre la partie supérieure et une partie intermédiaire.
- L'accord de quinte diminuée situé sur le iie degré du mode mineur quant à lui, est un accord dissonant. Il se chiffre généralement par un « 5 » barré — mais pas systématiquement. Sa quinte ne doit jamais être doublée, car, étant diminuée, elle est une note à mouvement obligé — on pourra doubler sa fondamentale, ou, mieux, sa tierce, puisqu'elle est l'un des trois meilleurs degrés. Cet accord, utilisé presque toujours comme un accord préparatoire, évolue donc vers la dominante précédée ou non de la sixte et quarte cadentielle ; dans cet enchaînement, il lui arrive souvent avant d'atteindre la dominante, de faire évoluer sa fondamentale — le IIe degré — par mouvement conjoint vers la tonique, et de se transformer ainsi en accord de IVe degré.

## Divers types d'enchaînements de la triade fondamentale
Les fondamentales de deux triades consécutives peuvent être séparées, soit par un intervalle de seconde — les deux triades n'ont alors aucune note commune —, soit par un intervalle de tierce — les deux triades ont alors deux notes communes —, soit par un intervalle de quarte ou de quinte — les deux triades ont alors une seule note commune.
- Dans certains enchaînements, toutes les voix ne peuvent pas toujours suivre la règle « de l'économie de mouvement » (exemples A, B, C, D, E, F, N, P, R, S, U et W).

- Chacun des accords des divers exemples suivants peut — sauf cas particuliers mentionnés ci-après — être considéré comme « un degré quelconque » appartenant à n'importe quelle tonalité, à condition bien sûr, que celui-ci ne soit pas un mauvais degré. Seul le mouvement mélodique du VIe degré à la sensible, par seconde augmentée, en mineur, ne pourra pas nécessairement être applicable ici. Par ailleurs, lorsque le premier accord contient une note attractive — tierce du Ve degré des deux modes, et quinte du IIe degré du mode mineur —, certains enchaînements sont également impossibles.

### Enchaînement par pas de seconde
L'absence de note commune rend cet enchaînement délicat à réaliser.
- Pour éviter les quintes et octaves consécutives entre parties extrêmes, le plus prudent est de faire évoluer la basse en sens contraire des trois autres parties, et de renoncer pour certaines notes, à la règle « de l'économie de mouvement ».

- On sait[Qui ?] qu'il est maladroit de produire une octave par mouvement contraire et conjoint entre la basse et le soprano, excepté sur le Ve degré. Pour éviter cet effet plat, la tierce du 1er accord peut monter conjointement au lieu de descendre, et provoquer ainsi la doublure de la tierce du 2e accord (exemple C). Ce procédé est très souvent employé dans l'enchaînement du Ve au VIe degré.

- L'un des deux accords d'un enchaînement par pas de seconde est très souvent le Ve degré.

- Exemples :

### Enchaînement par pas de tierce
De par ses deux notes communes, l'enchaînement par tierce est très facile à réaliser. Le pas de tierce descendante est le plus utilisé des deux.
- Exemples :

### Enchaînement par pas de quarte ou quinte
L'enchaînement par quarte ou quinte — ou : enchainement naturel — est le plus couramment employé[réf. nécessaire].
- À son propos, quelques remarques s'imposent au préalable.

1. La quarte ou la quinte entre les deux fondamentales doit être juste, sinon, le mouvement mélodique de la basse n'est pas correct.
2. Si le 1er accord est la quinte diminuée du IIe degré du mode mineur, le mouvement obligé — descendant — de sa quinte peut rendre certains de ces enchaînements fautifs (exemples M, O, et Q). De tels enchaînements peuvent cependant être pratiqués à condition de renoncer à la tenue de la note commune.
3. Lorsque toutes les parties procèdent par mouvement direct, certains enchaînements sont nécessairement incorrects à cause des quintes et des octaves consécutives (exemples R et S) ; d'autres peuvent l'être en fonction du degré produit par l'enchaînement (exemples N, Q, T et W).
- Exemples :

## Cas particulier de la triade de dominante
L'enchaînement de la triade fondamentale de dominante constitue un cas particulier, à cause de sa tierce — la sensible — qui doit faire son mouvement obligé ascendant. Cette triade peut produire l'un des trois états de la triade de tonique.

### Production de la triade de tonique fondamentale
Dans cette première hypothèse, la fondamentale produit la tonique par quinte juste descendante (exemples A, B et C) ou quarte juste ascendante (exemples D, E et F). Si c'est cette dernière solution qui est choisie, la partie de basse devra, dans certains cas, être décalée à l'octave inférieure pour éviter un croisement avec la partie de ténor (exemple D).
- La quinte du premier accord ne doit jamais aller au Ve degré, sous peine de provoquer des quintes consécutives avec la basse.

- L'intervalle d'unisson, est possible entre basse et ténor, sur l'un ou l'autre des deux accords (exemples B et F) ; entre le soprano et l'alto sur le deuxième accord quand les deux parties procèdent par mouvement contraire et conjoint (exemple E).

- On notera en outre, qu'exceptionnellement, l'unisson direct, en principe interdit, est toléré — parce qu'on ne peut l'éviter — en montant, entre ténor et basse, sur l'accord de tonique (exemple F).

- Exemples :

### Production du premier renversement de la triade de tonique
Dans cette deuxième hypothèse, la tierce du deuxième accord — triade de tonique — ne devant pas être doublée à la basse, on aura le choix entre la doublure de la fondamentale (exemples G, H, I et J) et celle de la quinte (exemples K et L).
- La fondamentale du premier accord n'allant pas vers la tonique, la quinte de ce premier accord peut effectuer un saut de quarte ascendante (exemples J et K), ou quinte descendante (exemple L).

- Exemples :

### Production du deuxième renversement de la triade de tonique
Dans cette troisième hypothèse, nous savons[Qui ?] que dans le deuxième renversement de la triade de tonique, la meilleure note à doubler est la quinte — c'est-à-dire la basse —, puisque les autres notes sont des notes attractives.
- Il arrive parfois cependant que l'on soit amené à doubler la fondamentale (exemple Q), ou encore — très exceptionnellement — la tierce de cet accord (exemple R).

- Exemples :